# Siège de Luxembourg (1794-1795)
Pour les articles homonymes, voir Siège de Luxembourg.
Première Coalition
Batailles
Le siège de Luxembourg dura du 22 novembre 1794 jusqu'au 7 juin 1795 dans le cadre de la seconde annexion française des États de Belgique, pendant la guerre de la Première Coalition par les armées de la Révolution française contre la forteresse de Luxembourg, tenue par l'armée impériale. 
Bien que l'armée française n'ait pas réussi à ouvrir une brèche dans les murs de la ville, la forteresse, qui était renommée comme parmi les meilleures au monde, a été forcée de se rendre après sept mois de siège.

## Contexte
Depuis la prise du fort de Rheinfels, les Français sont maîtres de la rive gauche du Rhin à l'exception des forteresses de Mayence et de Luxembourg. Le Comité de salut public ordonne aussitôt la prise de ces deux places.
L'Armée du Rhin, commandée par général Michaud commence le blocus de Mayence, tandis que l'armée de la Moselle est confiée au général Jean René Moreaux pour s'occuper de Luxembourg. La prise de cette ville a d'autant plus d'intérêt que les Français sont sûrs d'y trouver un important stock de provisions et de matériel de guerre qui leur font tant défaut.
Le feld-maréchal baron de Bender est le gouverneur de Luxembourg. Le commandant de la place est le feld-maréchal lieutenant de Schröder. 15 000 hommes composent la garnison de la ville, également défendue par 500 bouches à feu, canons, mortiers, obusiers.

## Prélude
Le 19 novembre 1794, les deux compagnies du 5e régiment de dragons qui composent l'avant-garde de la division du général Jean-Baptiste Debrun sont accrochées aux environs de Liège par un fort contingent de l'armée de l'empereur des Romains de 1 500 fantassins et de 400 cavaliers qu'elles culbutent malgré leur infériorité numérique.
Le 21, à la lisière de la forêt du Grünewald, la division Debrun rencontre un avant-poste impérial composé de 400 fantassins, 300 hussards et 6 pièces d'artillerie. La brigade du général Péduchel poursuit l'ennemi jusqu'à portée des canons de Luxembourg. L'affrontement commencé à 11 h 30 dure jusqu'à la tombée du jour et tourne à l'avantage des Français qui récupèrent 4 canons et leurs caissons.

## Le siège
Le général en chef Moreaux arrive le 22 et déploie aussitôt ses trois divisions autour de la place. La division Tapronnie occupe la route de Trèves ; la division Debrun, la route d'Arlon ; la troisième est placée sur la route de Thionville ; la réserve est à Frisange.
L'artillerie de la ville entretient un feu intense sur tout ce qui se trouve à sa portée. Les soldats de l'armée de la Moselle souffrent vite des rigueurs de l'hiver et manquent de tout. Souvent la moitié des hommes ne sont pas à leurs postes, occupés à piller les villages voisins pour trouver de la nourriture, aussi le général Moreaux dès les derniers jours de janvier, propose au feld-maréchal Bender une capitulation honorable, mais la réponse est négative.
Ne pouvant se permettre de se livrer eux aussi au pillage, plus que la troupe, les officiers souffrent de la faim[réf. nécessaire]. Moreaux tombe malade et doit être évacué à Thionville où il meurt dans la nuit du 10 au 11 février. Le commandement est confié au général Jean-Jacques Ambert, mais le Comité de salut public, afin d'en finir avec le blocus de Mayence décide d'envoyer les trois divisions de l'armée de la Moselle et leur nouveau chef, renforcer l'armée du Rhin et de les remplacer par deux divisions de l'armée de Sambre-et-Meuse des généraux Chapsal et Desjardins, L'artillerie est confiée au général de division Bollemont et le commandement en chef au général de division Jacques Maurice Hatry.
Les deux armées se croisent le 20 mars. Assistant à ces manœuvres, les assiégés croient que les Français lèvent le siège et font plusieurs sorties simultanées afin de les harceler, mais ils sont repoussés.
Dans les derniers jours d'avril, le général Hatry renouvelle l'offre de capitulation, mais la réponse est encore négative. Hatry décide alors la construction d'une batterie blindée sur une hauteur voisine et de l'équiper de mortiers pour incendier la place. Devant cette menace, les Impériaux tentent une sortie massive dans la nuit du 15 au 16 mai mais ils sont repoussés avec de lourdes pertes. Désormais convaincu de l'inutilité de telles actions, le gouverneur ordonne de bombarder sans relâche les positions d'artillerie françaises. Le feu dure douze jours mais les batteries françaises ripostent avec avantage et causent de nombreux dégâts, si bien que les habitants demandent à Bender la reddition de la place.
Le 1er juin un parlementaire est envoyé au général Hatry et le 7 un accord est conclu. Le 12 juin, les 12 396 hommes qui composent encore la garnison de la forteresse, sortent avec les honneurs de la guerre devant 11 000 soldats français, dont la plupart sont de nouvelles recrues, maigres et exténuées. La dernière colonne de l'armée impériale est essentiellement composée de soldats des Pays-Bas belgiques qui mettent bas les armes, refusent de suivre l'armée impériale du Saint-Empire, et demandent à servir la France.

## Conséquences
Comme ils l'avaient pressenti, les Français s'emparent d'un matériel de guerre considérable : 819 bouches à feu, 16 244 armes à feu individuelles, 4 500 sabres, 336 857 boulets de tous calibres, 47 801 bombes, 114 704 grenades, 1 033 153 livres de poudre…
La capture de la forteresse de Luxembourg eut pour conséquence l'annexion des Pays-Bas méridionaux par la toute jeune république française. Le 1er octobre 1795, la majeure partie du Luxembourg, devient une partie du département des Forêts, créé le 24 octobre 1795.
Seule sur la rive gauche du Rhin, Mayence tenait encore.

## Sources
- (en) Cet article est partiellement ou en totalité issu de l’article de Wikipédia en anglais intitulé « Siege of Luxembourg (1794–1795) » (voir la liste des auteurs) dans sa version du 27 août 2007.
- Charles Théodore Beauvais de Préau, Victoires, conquêtes, désastres, revers et guerres civiles des Français depuis 1792, 1854.